# Emmense baliekluivers
Het arrest Emmense baliekluivers (HR 4 maart 1952, ECLI:NL:HR:1952:AG1979) is een uitspraak van de Nederlandse Hoge Raad, die betrekking heeft op de gelding van een lagere, anterieure verordening in het Nederlands staatsrecht.

## Casus
Verdachte werd vervolgd wegens baliekluiverij – het zich nodeloos ophouden op een brug –, hetgeen verboden was volgens de lokale Emmense Gemeentelijke verordening. Op later datum was het Wegenverkeersreglement tot stand gekomen dat eveneens een verbod bevatte om zich op kruisingen van droge en natte wegen en bruggen op te houden.

## Rechtsvraag
Heeft in dit geval de hogere regeling (het Wegenverkeersreglement) de bepaling in de anterieure lagere regeling (de Algemene Politieverordening) buiten werking gesteld? (Nee.)

## Procesgang
De kantonrechter kwam tot ontslag van rechtsvervolging op grond van de rechtsregel dat een hogere regeling een anterieure lagere regeling onverbindend maakt.
De officier van justitie ging in cassatie bij de Hoge Raad. Verdachte werd door de Hoge Raad veroordeeld tot één gulden boete.

### Hoge Raad
De Hoge Raad zegt van niet. Weliswaar hadden beide regelingen betrekking op het zich nodeloos ophouden op bruggen, maar het doel van beide regelingen was verschillend. De Algemene Politieverordening was vastgesteld met het oog op de openbare orde, veiligheid en zedelijkheid en het voorkomen van baldadigheden, terwijl het Wegenverkeersreglement tot doel had een goede doorstroming van het verkeer veilig te stellen.
Derhalve verloor in dit geval de lagere anterieure regeling niet haar gelding door de hogere regeling en was het ontslag van rechtsvervolging op deze gronden niet gerechtvaardigd.
Het arrest Emmense baliekluivers is een belangrijk arrest, omdat het laat zien dat niet alleen eenzelfde materie, maar ook eenzelfde doel noodzakelijk is, wil een hogere posterieure regeling een lagere anterieure regeling buiten werking stellen.